# Riemenboot
Ein Riemenboot ist im Rudersport ein Rennruderboot oder ein Gigruderboot, welches von den Ruderern mit Riemen fortbewegt wird. Jeder Ruderer arbeitet dabei mit einem Riemen entweder auf der Steuerbord- oder auf der Backbord-Seite des Ruderbootes. Diese Bauweise steht im Gegensatz zu Skullbooten, die für jeden Ruderer beiderseitige „Ruder“ vorsehen (Einer, Doppelzweier und Doppelvierer). 
Beispiele für Riemenbootsklassen im modernen Rudersport sind:
- Zweier ohne Steuermann
- Zweier mit Steuermann
- Vierer ohne Steuermann
- Vierer mit Steuermann
- Achter (mit Steuermann)

Die Mannschaft besteht in Riemenbooten immer aus einer geraden Anzahl von Ruderern, deren Antriebskräfte auf der Steuerbord- und der Backbordseite sich gegenseitig nahezu komplett ausgleichen. Geringe Gierbewegungen aufgrund unterschiedlicher Ruderstile und körperlichen Leistungsfähigkeiten der im Boot beteiligten Ruderer sind allerdings im Riemenboot üblich. Auch führt die nicht symmetrische Verteilung der Ruderer entlang der Bootsachse natürlicherweise zum Gieren des Bootes im Verlaufe eines Ruderschlages. Starkes Gieren eines Riemenbootes kann durch eine geeignete Riggerung verringert werden: bei der sogenannten „italienischen Riggerung“ werden die Ausleger nicht konsequent abwechselnd auf den beiden Seiten alternierend im Boot positioniert, sondern es wird ein „Zwilling“ eingebaut (zwei direkt hintereinander sitzende Ruderer arbeiten auf derselben Seite). Die sich dadurch ergebende Änderung der Kraftverteilung wirkt sich positiv auf die Gierbewegung aus.
Traditionell wurde der Schlagmann eines Riemenbootes immer auf der Backbordseite positioniert. Dank der Nutzung moderner Materialien bei der Konstruktion von Ruderbooten können diese aber mittlerweile flexibler genutzt werden, so dass der Schlagmann jetzt auch häufiger auf der Steuerbordseite rudert. Die individuellen Fertigkeiten der Ruderer spielen demnach eine größere Rolle als die traditionelle Besetzung der Mannschaft. Im Englischen Sprachgebrauch ist die traditionelle Positionierung aber noch verankert, denn die Backbordseite wird dort häufig als „stroke side“ („Seite des Schlagmannes“) bezeichnet, die Steuerbordseite als „bow side“ („Seite des Bugmannes“).